# Schizoprymnus bimus
Schizoprymnus bimus är en stekelart som beskrevs av Papp 1991. Schizoprymnus bimus ingår i släktet Schizoprymnus och familjen bracksteklar. Inga underarter finns listade i Catalogue of Life.